# 船舶運営会
船舶運営会（せんぱくうんえいかい）は、1942年（昭和17年）から1950年（昭和25年）まで存在した日本の海運統制組織である。国家総動員法18条（条文）で認められていた特別法人として、戦時海運管理令に基づき設立された。「戦時に於ける海運の総力を最も有効に発揮せしむる為、海運事業の統制の為にする経営を為し、且つ海運に関する国策の遂行に協力すること」が目的とされ、太平洋戦争中から戦後の占領期まで、商船の運航を管理した。構成員は日本船舶の船主と、船主団体で逓信大臣の指定するものとされ、原則として強制加入団体であった。
本項では後身の商船管理委員会（CMMC）についても述べる。

## 沿革
日中戦争の長期化と国際情勢の緊迫化につれ、日本では効率的な戦時体制構築を目的として産業統制が進められた。海運事業に関しても1941年（昭和16年）8月に戦時海運管理要綱が閣議決定され、船舶や船員の一元的管理制度の整備が行われることとなった。そして、太平洋戦争勃発後の1942年（昭和17年）3月に、勅令で戦時海運管理令が公布され、これに基づき4月に船舶運営会が設立された。逓信省（1943年11月以降は運輸通信省）と海軍省の外局である海務院（1943年11月以降は運輸通信省海運総局）の代行機関として、戦時の海運統制を行った。
太平洋戦争末期の1945年（昭和20年）には、大本営海運総監部が設置されて全船舶の管理を行うこととなったため、その下で活動することとなった。
太平洋戦争終結後の連合国軍占領期においても、連合国総司令部（GHQ）の設置した日本商船管理局（SCAJAP）の下部組織である商船管理委員会（CMMC）とみなされ、運輸省（1945年5月に運輸通信省から改組）の下で存続された。1950年（昭和25年）4月には正式に商船管理委員会へ改組され、船舶運営会は廃止された。商船管理委員会も、サンフランシスコ講和条約発効1ヶ月前の1952年（昭和27年）に、運輸大臣の命令により解散した。なお、1946年（昭和21年）に国家総動員法が廃止されていたため、廃止附則による経過規定とポツダム命令による半年ごと（昭和23年3月、7月、25年11月の延長は4ヶ月）の延長措置の反復（船舶運営会として10回、商船管理委員会として2回）で法的根拠が維持されていた。

## 設立の背景と役割
太平洋戦争の開戦以後、日本の海運は、陸軍および海軍による軍事輸送（軍需輸送）と、国民生活や産業基盤を維持するための民需輸送（民需品輸送）の二正面を担うこととなった。しかし、戦争の進展に伴い、連合国軍による通商破壊によって日本の商船被害は増大し、深刻な船舶不足に陥った。これに対処するため、政府は国家総動員法に基づき、民間の所有・運航する大型商船のほぼ全てを国家が一元的に管理・運用する方針を決定した。
この海運国家管理の中核を担う実務機関として、1942年（昭和17年）4月、逓信省海務院の監督下に設立されたのが船舶運営会である。運営会は、日本船主協会など海運業界の主要団体を統合する形で組織され、徴用した船舶（国家船舶）の運航計画、配船、船員の配乗、補給、修繕に至るまで、海運に関するあらゆる業務を統括した。

## 運営の実態
船舶運営会が管理する国家船舶は、その用途に応じて主にA船とB船に区分された。
A船陸軍または海軍が直接使用する船舶で、完全に軍事輸送に従事した。運航は各軍の指揮下に置かれたが、船員の配乗や補充は運営会が担当した。
B船A船以外の船舶で、運営会の直接の管理下にあり、軍需と民需の双方の輸送に従事した。輸送の優先順位は政府の計画に基づき決定されたが、事実上は軍需輸送が最優先された。
当初、C船と呼ばれる運営会の管理外の船舶も存在したが、戦局の悪化に伴い、1943年（昭和18年）6月にはこれらの船舶もB船に編入され、日本の海運は完全に国家管理下に置かれることとなった。運営会は、不足する船員を確保するため、船員養成所の拡充や、待遇改善にも関与したが、戦争末期には船員の損失も甚大となり、海運の維持は極めて困難な状況に陥った。

## 統制の内容

### 対象船舶
当初は100総トン以上の汽船と150総トン以上の機帆船が対象とされたが、戦況の悪化から次第に小型船まで統制が及んだ。1943年10月には50総トン以上の機帆船が追加され、1944年9月には15総トン以上の汽船・機帆船・帆船までも管理下におかれることになった。
民間船舶の一元的管理を謳ったが、軍による徴用を妨げないものとされていた。そのため、陸軍徴用船（A船）、海軍徴用船（B船）を除いた残りの民需船（C船）のみが管轄となり、設立時の日本船籍汽船のうち4割弱に当たる242万総トン（機帆船除く）だけが対象となった。南方作戦終了に伴う徴用解除で、1942年9月には民需船が汽船314万総トンに増加したものの、以後は追加徴用や連合国軍の通商破壊による損害で徐々に船腹量は減少した。
1942年7月に大本営政府連絡会議において配当船制度の導入が決まると、さらに対象範囲は限定された。配当船（A'船、B'船）とは、主に南方からの資源輸送にあたる民需船について空荷の往路を軍需輸送にあてる制度で、民需籍のままで陸軍大臣・海軍大臣により船腹のみを傭われ、海軍運輸本部長（海軍の場合）などの指示を受けることとされた。あくまで例外的措置という位置づけであったが、港湾利用などが配当船優先とされたため、実際には南方航路のC船の多くが不利益回避のため配当船とならざるをえなかった。また、危険海域の航行に関しては、海軍の海上保護機関の指示を受ける指定船制度があり、この点でも船舶運営会の統制は限定的だった。
大戦末期の1945年5月には、新設された大本営海運総監部が全船舶を国家船舶として一括管理することになった。なお、これに伴い陸海軍の徴用船は6月に原則として徴用解除されている。
終戦により大本営海運総監部が廃止されると、GHQ指導下で船舶運営会が100総トン以上の全船舶の一元管理を行うことになった。小型船から段階的に民間へ移管され、1950年4月に完全民営化された。

### 運航管理
船舶は政府が徴用して船舶運営会に貸与し、船舶運営会が運航計画の実施に当たる建前とされた。実際には運航業者の経験と手腕を発揮させるために、逓信大臣の指定した「運航実務者」の裁量に委ねられており、監督業務が中心だった。
しかし、大戦末期の1945年4月には運航実務者制度が廃止され、運航実務者の人員・設備は船舶運営会に吸収された。翌月に大本営海運総監部が設置されると、海運総監部により輸送計画や配船が行われるようになっている。戦後は船舶運営会の管理に戻った。なお、1949年4月には、国家使用方式から定期傭船契約に切り替えがされている。

### 船員管理
船員は船員徴用令（1940年制定）にもとづき政府が徴用し、船舶運営会が各船に割り当てる建前とされたが、実際には各船の本来の乗組員及び船主雇用の予備員がそのまま配置された。船員には、逓信大臣の定める服務規程に従い、船舶運営会の指示を受けることが要求された。賃金の支払は船舶運営会から行われたが、従前の船主と船員の契約も存続するものとされた。
1944年7月の閣議決定に基づき、運輸通信省海運総局や船会社と合同で、船員組織実行委員会を設立した。同年秋以降には、決戦輸送体制確立のために徴用船員の待遇官吏化の法制が進められ、1945年1月に船舶運営会による一元的管理体制が完成した。その後に大本営海運総監部が設置されてからも、船員の補充交代は運輸通信省（5月以降は運輸省）と船舶運営会が実施を担当することとされた。
戦後においても船員の一元的管理を継続した。船員の雇用を続けて離散を防止したことで、日本海運の速やかな復興に貢献したとの評価もある。

## 歴代総裁
- 大谷登:1942年4月1日 - 1943年10月1日
- 田島正雄:1943年10月1日 - 1944年6月7日
- 寺井久信:1944年6月7日 - 1944年10月31日
- 小野猛:1944年11月1日 - 1945年5月10日
- 内田茂:1945年5月10日 - 1950年3月25日

## 注記
1. ↑  戦時海運管理令第30条。ただし、原文のカタカナをひらがなにし、読点と送りがなを補う。
2. ↑  戦時海運管理令第32条、第38条。
3. 1 2 3 4 5 6 7 8  防衛庁防衛研修所戦史室『戦史叢書46 海上護衛戦』朝雲新聞社、1971年、284頁。
4. ↑  増田「第7章」。
5. ↑  大井篤 『海上護衛戦』 学習研究社〈学研M文庫〉、2001年、444～447頁。ただし、軍徴用船の消耗がより激しく、総船腹量に占める民需船の比率は逆に上昇している。
6. ↑  防衛研修所戦史室（1975年）、285頁。
7. ↑  林、124頁。
8. ↑  日本船主協会（編）　『日本船主協会20年史』　日本船主協会、1968年、10頁。